# Советские войска в Иране

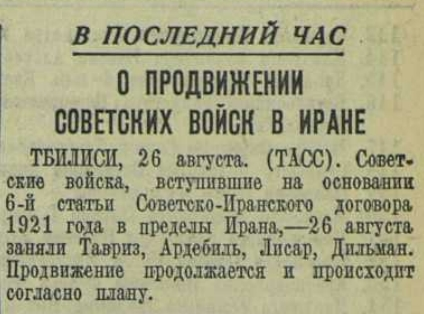
Сообщение на заглавной странице газеты «Красная Звезда» № 201(4956), о продвижении советских войск в Иране, 26 августа 1941 года.

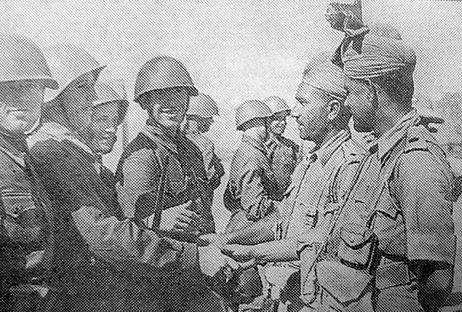
Советские и индийские военнослужащие, во время дружеской встречи, август — сентябрь 1941 года.

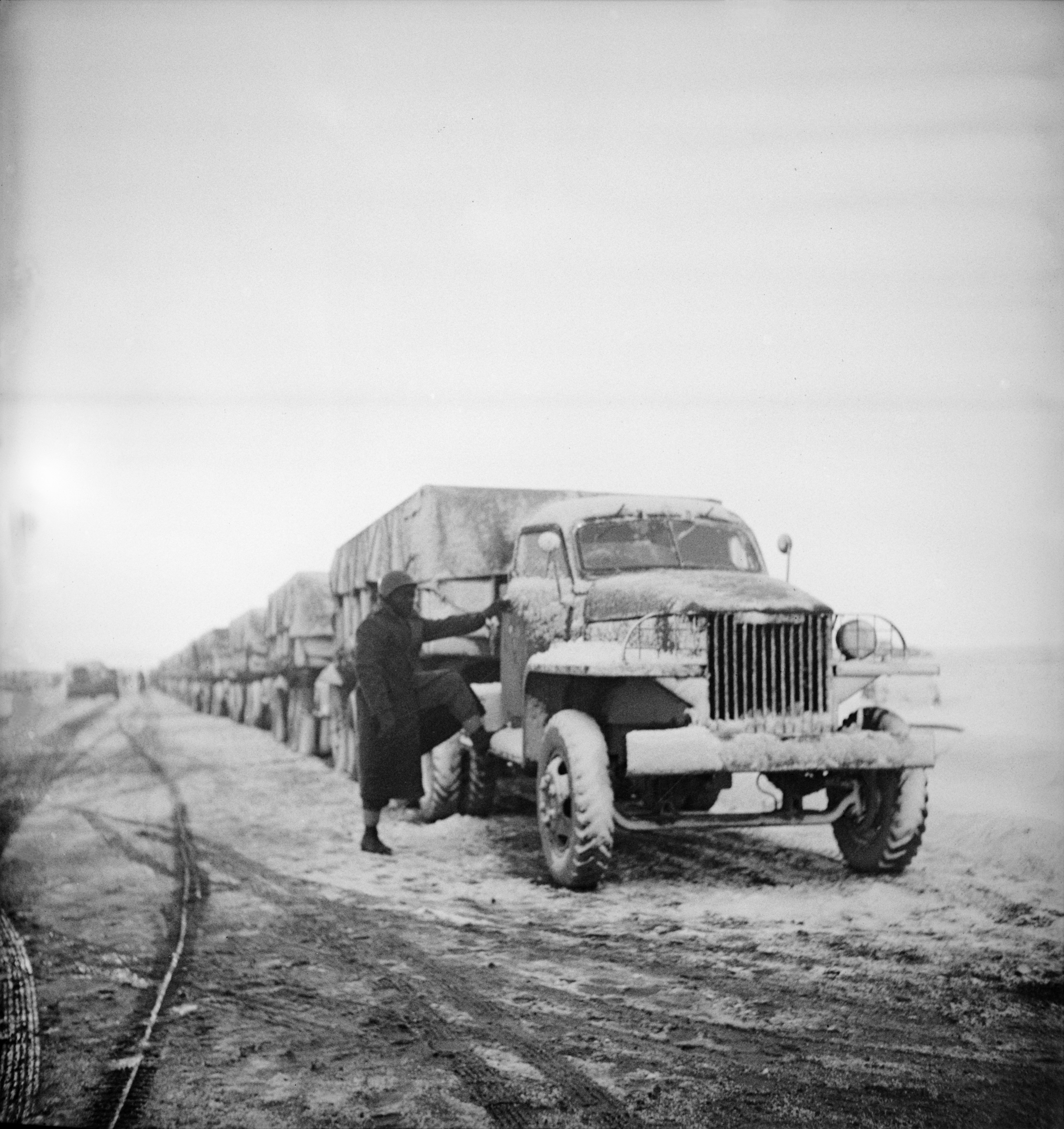
Колонна «Студебекеров» с грузами по ленд-лизу в персидской пустыне, на пути в СССР.

Группа советских войск в Иране (Персии) (перс. ارتش شوروی در ایران‎) — оперативно-стратегическое объединение Вооружённых сил СССР, введённое (одновременно с британскими войсками в рамках операции «Согласие») в августе — сентябре 1941 года на территорию Ирана в соответствии с 6-й статьёй советско-персидского договора, в целях обеспечения военной безопасности обеих стран, перед лицом немецкой угрозы.
Советский Союз, опасаясь возможной агрессии со стороны Турции, держал свои войска в северном Иране до мая 1946 года. На территории, занятой советскими войсками, вплоть до их вывода существовали непризнанные государственные образования — Мехабадская Республика (курдская) и Южный Азербайджан. Может показаться, что ввод советских войск в 1941 году был некой попыткой расширить советское влияние, на самом деле это было логичное продолжение сталинской политики, которое имело целью предотвратить немецкое утверждение в регионе. Советская политика была исключительно объективно ориентированной на недопущение усиления немецкого влияния в регионе. 
Однако после окончания войны и после вывода из Ирана войск союзников Сталин отказался выполнять условие договора с Ираном 1942 г. и пункт решения Потсдамской конференции 1945 г. о выводе советских войск. На севере страны в советской зоне возникли две непризнанные республики, вышедшие из подчинения Тегерану. Советские бронетанковые войска в начале марта 1946 г. начали движение к столице Ирана. Правительство Ирана обратилось за помощью в Совет Безопасности ООН, потребовав сохранения территориальной целостности страны и получило поддержку. Событие вошло в историю под названием Иранский кризис. 
После вывода войск в 1946 году, в стране находилась Группа советских военных специалистов в Иране (перс. مشاور نظامی شوروی به ایران‎) — сводное воинское формирование Вооружённых сил СССР, состоящее, главным образом, из специалистов по ремонту и эксплуатации разного рода вооружения и военной техники. Их пребывание в Иране осуществлялось по приглашению правительства страны, и задача состояла в оказании помощи в технической подготовке иранских военнослужащих и эксплуатации передовой советской боевой техники.
В период ирано-иракской войны в стране действовало от 3 до 4,2 тысяч советских военных.

## Энзелийская операция Волжско-Каспийской военной флотилии
Обе Высокие Договаривающиеся Стороны согласны в том, что в случае, если со стороны третьих стран будут иметь место попытки путём вооруженного вмешательства осуществлять на территории Персии захватную политику или превращать территорию Персии в базу для военных выступлений против России, если при этом будет угрожать опасность границам Российской Советской Федеративной Социалистической Республики или союзных ей держав и если Персидское Правительство после предупреждения со стороны Российского Советского Правительства само не окажется в силе отвратить эту опасность, Российское Советское Правительство будет иметь право ввести свои войска на территорию Персии, чтобы, в интересах самообороны, принять необходимые военные меры.
17-18 мая 1920 года Советское военное командование провело силами Волжско-Каспийской военной флотилии морскую десантную операцию с целью возвращения кораблей Белого флота, уведённых белогвардейцами и интервентами в апреле того же года в иранский порт Энзели. Задачей флотилии было возвращение Советской Республике кораблей и судов с военным имуществом (10 вспомогательных крейсеров, 1 авиатранспорт, 4 торпедных катера и других, всего 23 плавсредства), которые находились под охраной частей британской 36-й пехотной дивизии. В разработке плана операции принимали участие С. М. Киров и Г. К. Орджоникидзе. Ночью 17 мая корабли Волжско-Каспийской военной флотилии (2 вспомогательных крейсера, 4 эсминца, 2 канонерские лодки, 2 сторожевых катера, 1 тральщик, 3 транспорта с двумя тысячами десанта на борту) под командованием Ф. Ф. Раскольникова и комиссара Ф. С. Аверичкина вышли из Баку и утром 18 мая подошли к Энзели. Английскому командованию был по радио передан ультиматум с требованием вывести войска из порта, передать порт под командование советских войск, а захваченные корабли и военное имущество возвратить Советской России. Ответа на ультиматум не последовало. Высадившийся восточнее Энзели, под прикрытием огня корабельной артиллерии десантный отряд под командованием И. К. Кожанова отбил атаки английской пехоты и отрезал англичанам путь к отступлению, а сторожевой катер «Дерзкий» отразил атаку британского торпедного катера. К исходу 18 мая английское командование было вынуждено принять ультиматум и отвести войска в Решт. Тем временем белогвардейцы бежали вглубь Ирана. В результате операции было возвращено даже больше, чем было запланировано — 29 кораблей, катеров и вспомогательных судов, 50 артиллерийских орудий, 20 тыс. снарядов и другое военное имущество. Попутно была установлена советская власть и провозглашена Персидская Советская Социалистическая Республика со столицей в Реште, как только оттуда ушли англичане. Республика просуществовала недолго: 8 сентября 1921 года были выведены советские войска, и уже 2 ноября республика пала под ударами иранских правительственных войск. Советское правительство объявило Каспийское море свободным для иранского судоходства и безвозмездно передало русские торговые учреждения в Энзели Ирану, поскольку связывало свои надежды с пришедшим к власти Реза-шахом.

## Группа советских войск в Иране в годы Великой Отечественной войны
В годы войны существенная часть ленд-лизовских поставок в СССР осуществлялась через иранские порты. Кроме того, Иран традиционно находился в орбите немецких интересов, поэтому до и даже после ввода советских войск А. Розенбергом в режиме строжайшей секретности планировалась военная операция по подготовке вооружённого восстания иранских и афганских националистических элементов против советского военного присутствия с последующим захватом власти в стране. Можно говорить о том, что присутствие достаточного количества советских войск и советская контрразведка успешно пресекла осуществление этих планов.